# Bogdana (Teleorman)
Bogdana is een Roemeense gemeente in het district Teleorman.
Bogdana telt 2692 inwoners.